# 甦る世界
『甦る世界』（よみがえるせかい、L'isola di niente）は、イタリアのロック・バンドであるP.F.M.が1974年に発表したアルバムである。
同時に英語版"The World Became the World"が発表された。邦題はどちらも『甦る世界』である。

## 概要
『幻の映像』（1973年）に続いて制作されたアルバム。彼等は1973年11月から翌年2月にかけてロンドンのアドヴィジョン・スタジオで"The World Became the World"を録音したが、1月に一旦イタリアに持ち帰り、ミラノのフォノラマ・スタジオでイタリア語版として本作を追加制作した。
1974年5月、本作はNumero Uno、"The World Became the World"はマンティコア・レコードから発表された。日本では後者の国内盤だけが『甦る世界』として発売され、本作は輸入盤でしか入手できなかった。
国内盤CDは1991年にキングレコードから発売された（KICP-89）。

## 収録曲
1. 幻の島（マウンテン） - L'ISOLA DI NIENTE (10:42)
2. 困惑（困惑） - IS MY FACE ON STRAIGHT (6:38)
3. 新月（原始への回帰） - LA LUNA NUOVA (6:21)
4. ドルチッシマ・マリア（通りすぎる人々） - DOLCISSIMA MARIA (4:01)
5. ルミエール通り（望むものすべては得られない） - VIA LUMIERE (7:21)

- 括弧内の曲名は"The World Became the World"（下記参照）に収録された英語版の曲名である。
- 各曲の演奏時間はCD（KICP 2702）[2]より。
- 歌詞はマウロ・パガーニによるイタリア語詞。ただし「困惑」はピート・シンフィールドによる英語詞。

### ”The World Became the World”の収録曲
1. マウンテン - The Mountain (10:44)
2. 通りすぎる人々 - Just Look Away (4:00)
3. 甦る世界 - The World Became The World (4:48)
4. 原始への回帰 - Four Holes in the Ground (7:25)
5. 困惑 - Is My Face on Straight (6:38)
6. 望むものすべては得られない - Have Your Cake and Beat it (7:21)

- 各曲の演奏時間はCD（PFM-97952）より。
- 英語の詞は前作『幻の映像』と同じくピート・シンフィールドによる。

表題曲「甦る世界」は、イタリアでのデビュー・アルバム『幻想物語』（1971年）に収録されてシングルカットされた「9月の情景」の英語版である。シンフィールドによって英語の詞がつけられ、新しいアレンジが施されて再録音された。